# Очняк волове око
Очняк волове око (Maniola jurtina) — вид денних метеликів з родини сонцевиків (Nymphalidae).

## Поширення
Вид поширений в Європі (крім півночі Фенноскандії), Північній Африці (включаючи Канарські острови) і Західній Азії (Мала Азія, Іран, Ірак).

## Опис
Розмах крил метеликів становить від 40 до 48 мм. У самців верхня сторона крил темно-коричнева. В основі верхніх крил розташована темна пляма. Є широка крайова перев'язь помаранчевого кольору. У самиць також темно-коричневе забарвлення верхньої сторони крил, проте, на верхніх крилах у них є подовжені, добре виражені помаранчеві плями, що покривають всю середину крила. У них також є вічко на кінці крила, яке значно більше, ніж у самців. Нижня сторона крил забарвлена однаково в обох статей.
Кількість плям на крилах сильно варіює, корелюючи зокрема з температурою розвитку.
Гусениці завдовжки приблизно 25 мм. Забарвлення світло-зелене. Уздовж спини з боків нижче дихальця проходить тонка світла лінія. По всьому тілу розташовані довгі, білі, вигнуті на кінці волоски.

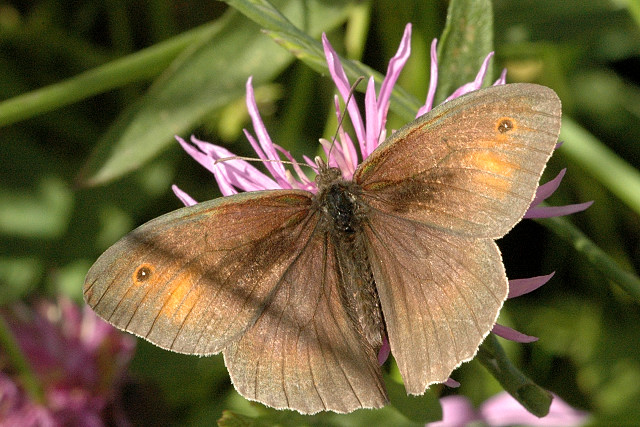
Самець
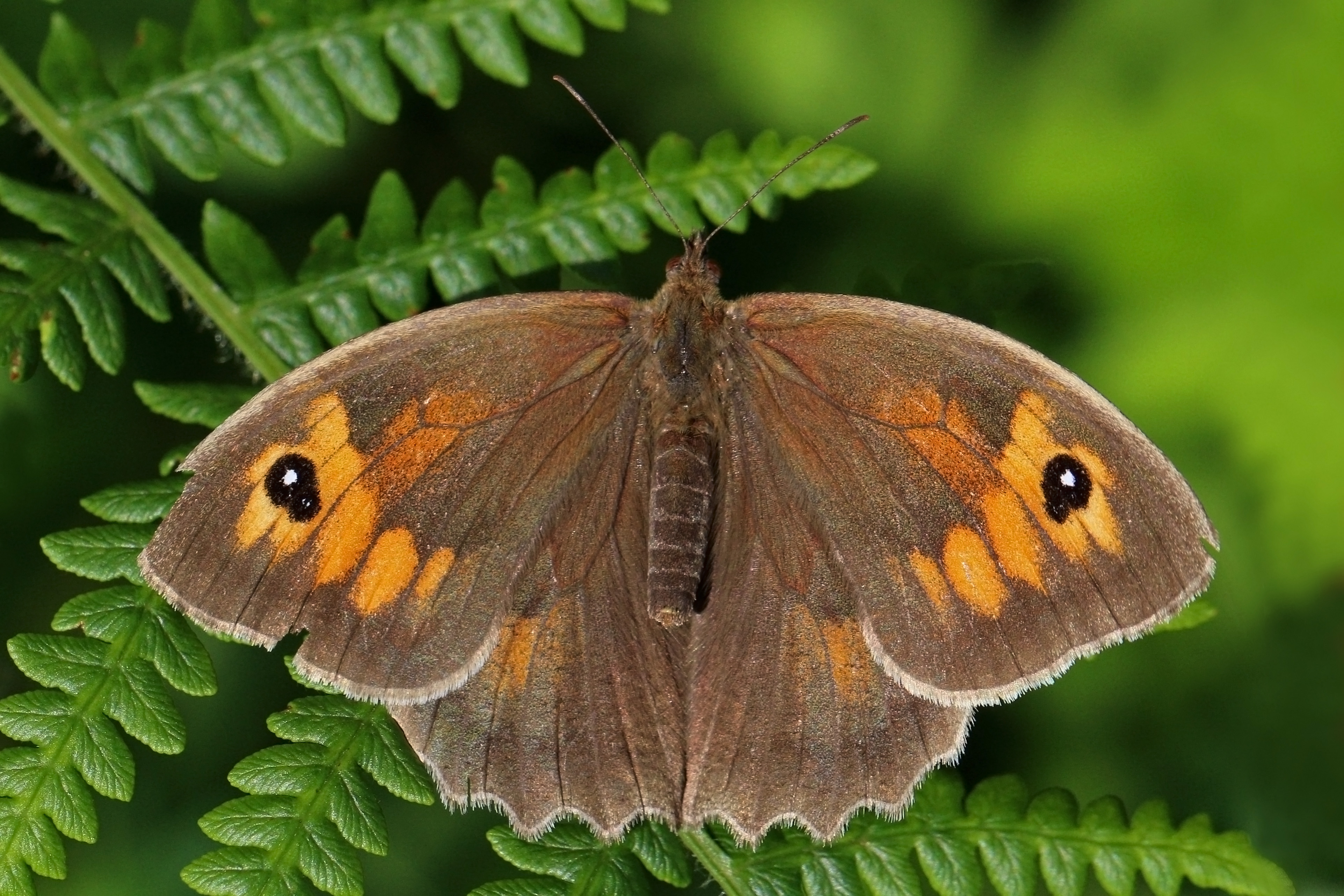
Самиця
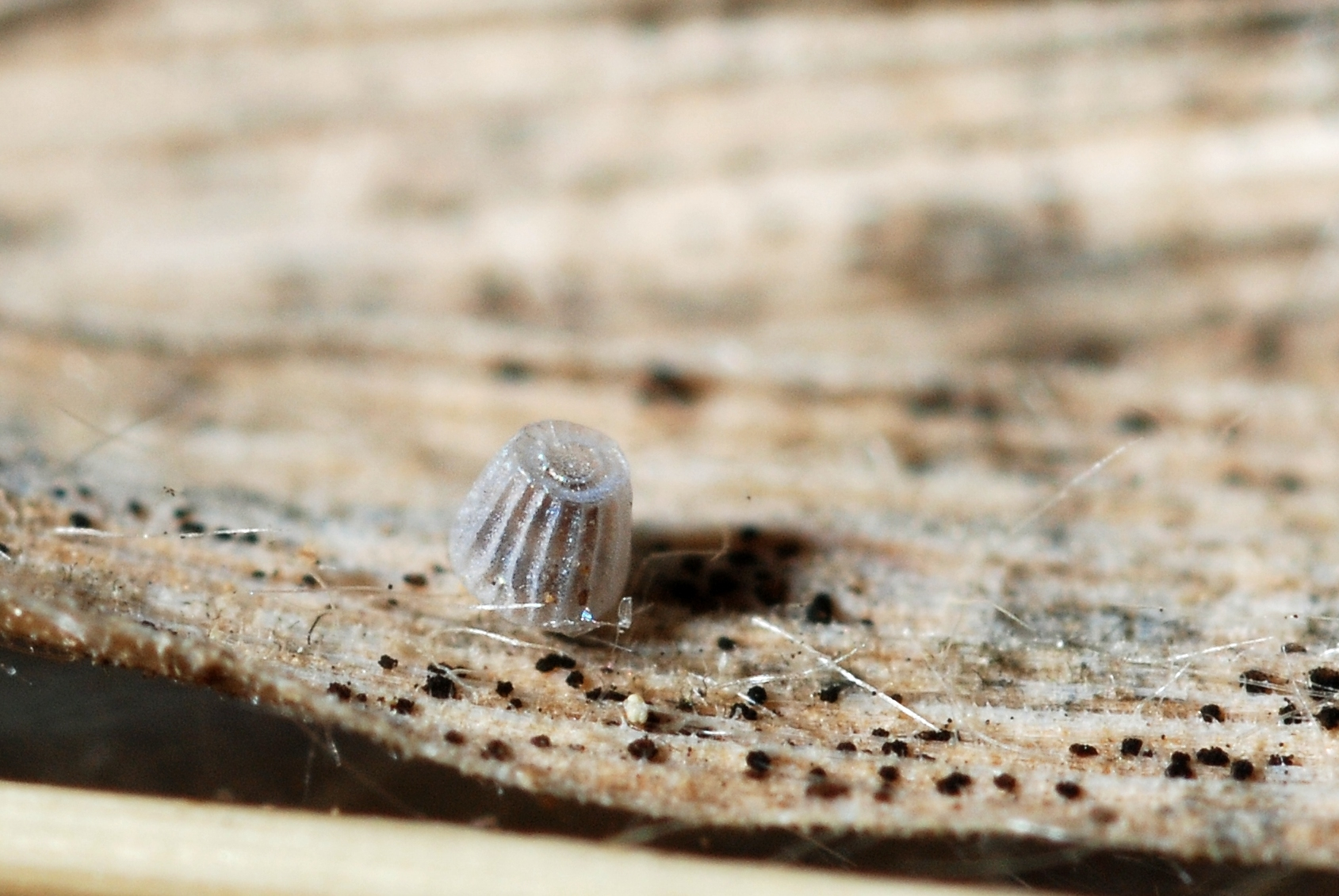
Яйце
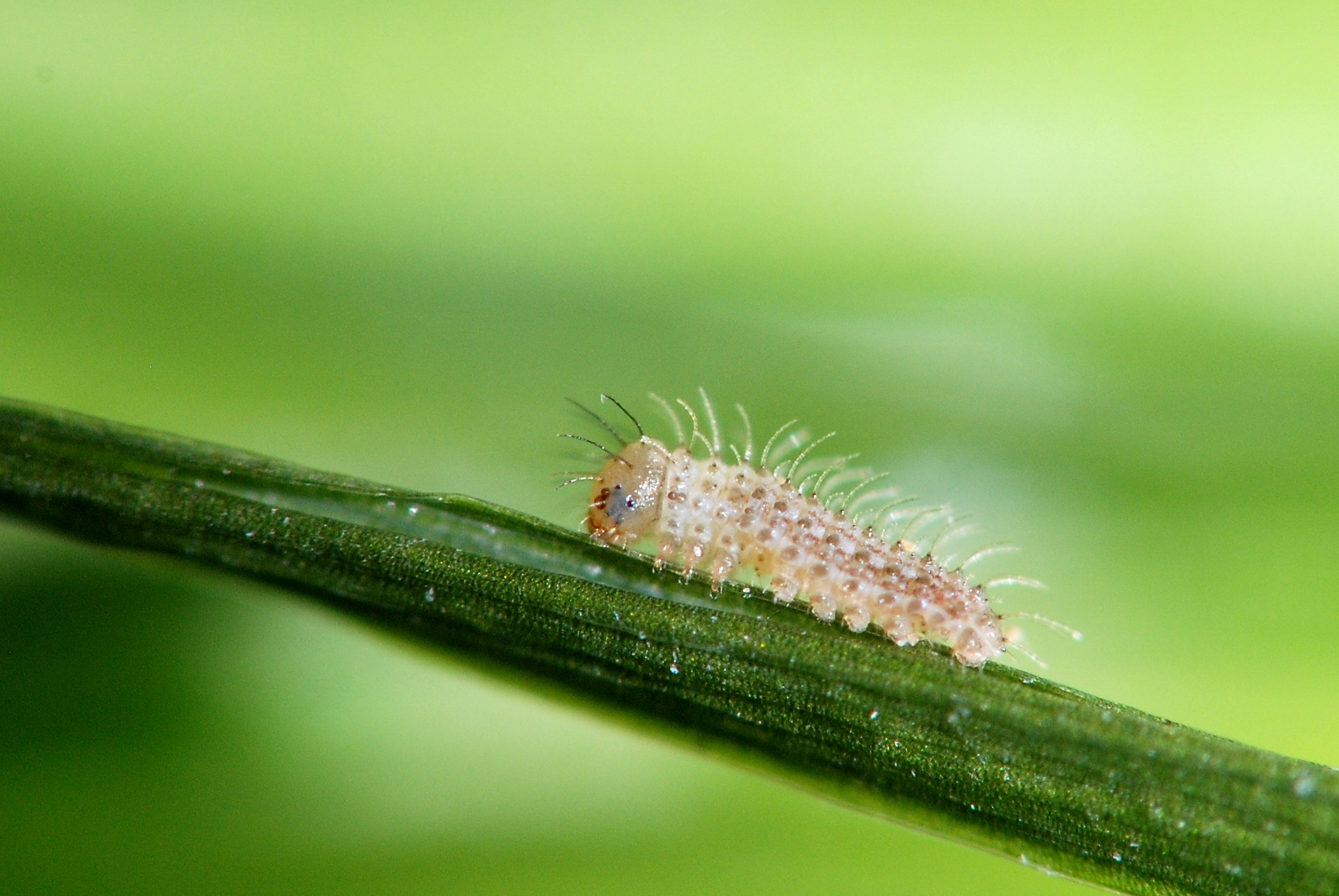
Гусениці
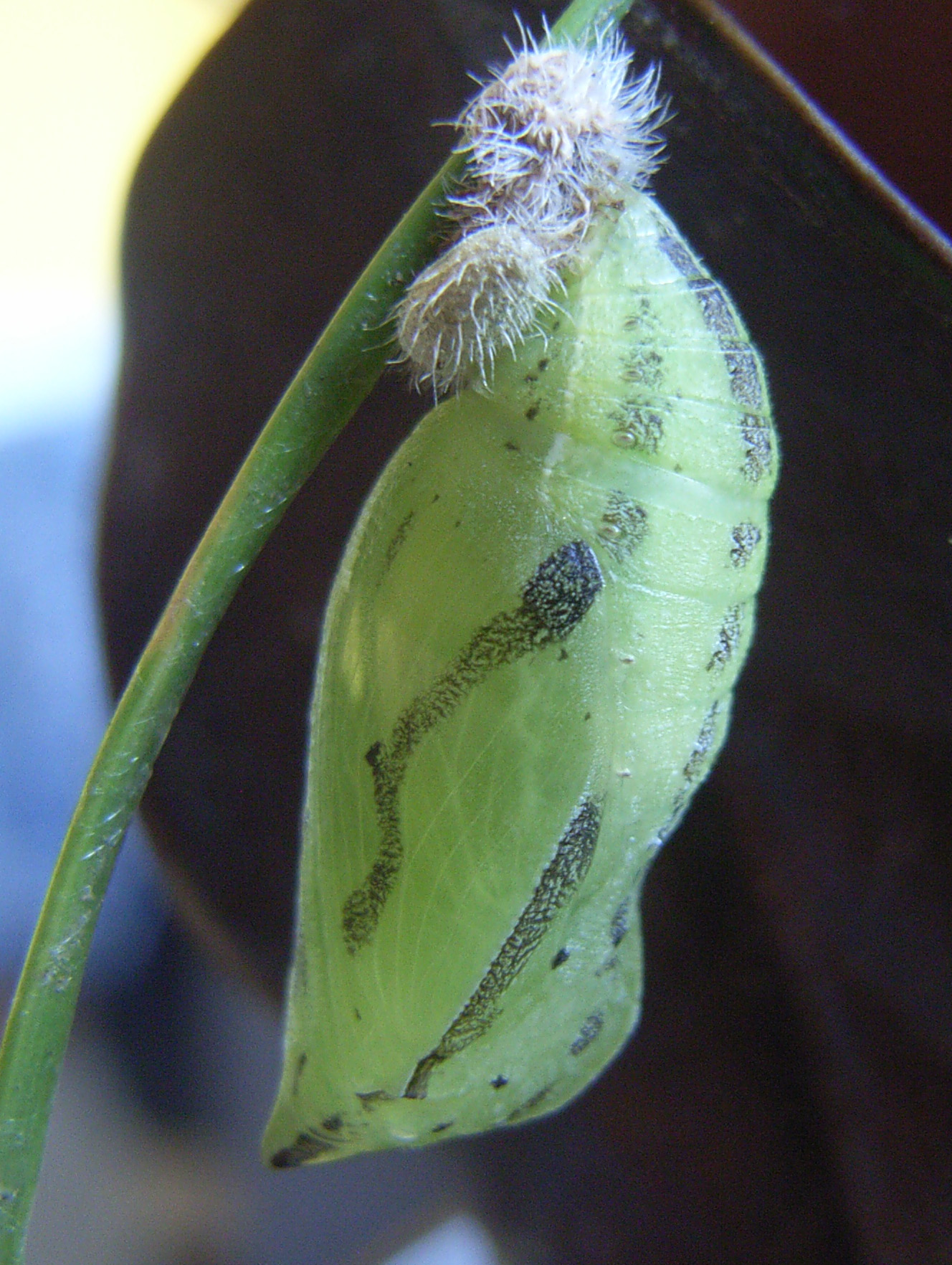
Лялечка

## Спосіб життя
Метелики літають з початку червня до початку вересня. Трапляються на узліссях, луках та околицях боліт. Самиці відкладають конічні, ребристі, з плоскою вершиною яйця по одному на землю або на опале листя. Гусениці живляться злаковими травами.

## Підвиди
- Maniola jurtina hispulla (Esper, 1805) Португалія, Іспанія
- Maniola jurtina hyperhispulla (Thomson, 1973) Мальта
- Maniola jurtina jurtina (Linnaeus,1758) Європа
- Maniola jurtina janira Linnaeus, 1758
- Maniola jurtina strandiana Oberthür, 1936 Південна Європа, Кавказ, Крим
- Maniola jurtina persica LeCerf, 1912 (=? ghilanica LeCerf, 1913) Азербайджан, Іран, Туркменія
- Maniola jurtina phormia (Fruhstorfer, 1909) Словенія